# Heimaey
Heimaey (pronunciado, ˈheɪma.eɪ, literalmente "isla del hogar") es una isla de Islandia. Se encuentra a 7,4 kilómetros al sur de la costa de Islandia y es la mayor isla (13,4 km²) en el archipiélago de Vestmannaeyjar y de todo el país. Es la única de Vestmannaeyjar que está habitada.Tiene cerca de 4.500 habitantes.

## Historia

### Sagas nórdicas
En el Landnámabók puede leerse que después de Ingólfur Arnarson, el primer colono de Islandia, pasó un invierno en Ingólfshöfði, lanzó su öndvegissúlur al agua y siguió al oeste. (Estos son los pilares asociados con la silla del jefe. Fueron puestos en el mar y se dejaron que fueran flotando a la orilla. Cuando salieron a la orilla, el vikingo que las siguió construiría su granja.) En Hjörleifshöfði, Ingólfur encontró que su hermano o amigo cercano Hjörleifr Hródmarsson estaba muerto y sus esclavos fugados. Fuera, en el mar, pudo ver los barcos que iban hacia un pequeño grupo de islas y los siguió.
Capturados en el norte de Irlanda, los esclavos fueron llamados "hombres del oeste" (vestmenn), pues Irlanda era la parte más occidental del mundo conocido entonces (h. 840). Los esclavos desembarcaron en Heimaey y se refugiaron en las montañas. Ingólfur los cazó y mató en venganza por la muerte de su hermano. En el proceso creó nombres para varios lugares —por ejemplo "Dufþekja", una zona de Heimaklettur, la montaña más alta de Heimaey (283 m), recibe su nombre por el esclavo Dufþakur. Se dice que se arrojó él mismo del Heimaklettur en ese punto—prefiriendo matarse antes de permitir que Ingólfur se la quitase.

### Primeros colonos

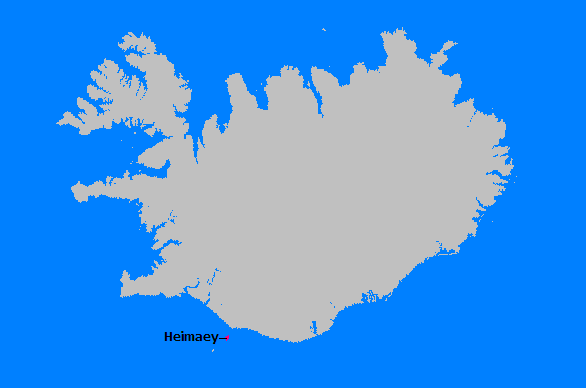
Heimaey al suroeste de Islandia.

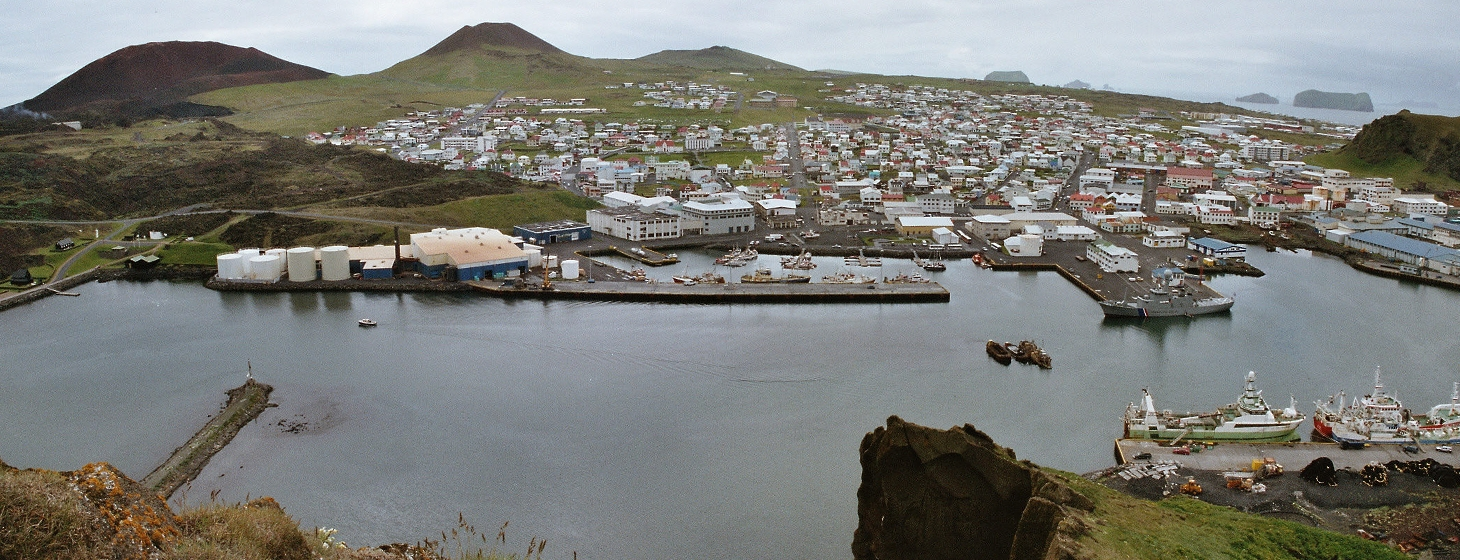
Bahía de Heimaey en junio de 2005, mirando al sur.

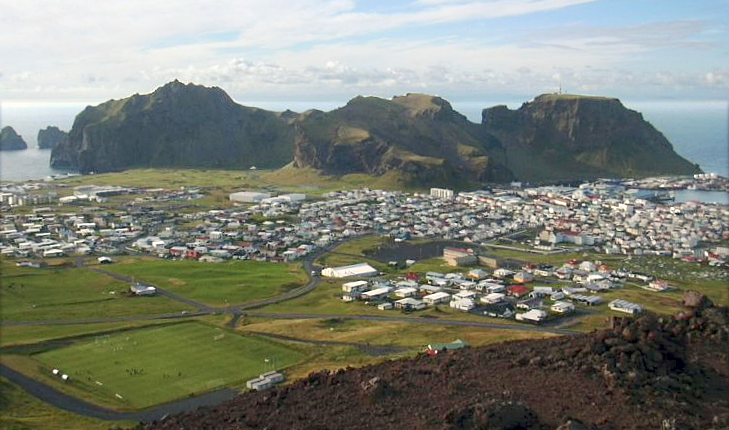
Vista desde el Helgafell, mirando al noroeste.

Según la tradición, Herjulf Bårdsson se dice que fue la primera persona que se asentó en Heimaey. El Landnámabók dice que construyó su granja en Herjólfsdalur (literalmente, el valle de Herjólf) alrededor del año 900. La excavación arqueológica de antiguas ruinas en Herjólfsdalur en 1971 mostraron que había existido un asentamiento casi cien años antes.

### Ataque sarraceno
En 1627, tres barcos piratas berberiscos que provenían de la costa berberisca, controlada por los otomanos atacaron varias ciudades en la costa sur de Islandia y las islas exteriores. Atacaron Grindavík y Heimaey. En Grindavík la gente del pueblo podía huir por los campos de lava en Reykjanes y se escondieron indefinidamente; sin embargo, Heimaey estaba tan aislada que era vulnerable y la gente sufrió. Muchas historias heroicas narradas por las personas que sobrevivieron a la invasión, principalmente Guðríður Símonardóttir. Más conocida como Tyrkja-Gudda (turco-guda), ella fue tomada por los piratas de su casa en Stakkagerði en Heimaey al mercado de esclavos de Argelia. De allí ella compró su vuelta a Islandia a través de Túnez, Italia y Dinamarca—Islandia estaba entonces bajo dominio danés. Al regresar a Islandia, se casó con el poeta Hallgrímur Pétursson. La iglesia luterana de Hallgrímskirkja en Reikiavik tiene su nombre en su honor.

### Eldfell
El 23 de enero de 1973, alrededor de la una de la mañana comenzó una erupción volcánica en la montaña Eldfell en Heimaey. El terreno de Heimaey comenzó a temblar. Crecieron las grietas hasta 1.600 metros de longitud, y pronto comenzó a surgir lava. También se lanzaron cenizas al mar.  
Más adelante la situación se deterioró; las fisuras se cerraron y la erupción se convirtió en una corriente de lava concentrada, que se dirigía a la bahía. También cambiaron los vientos y medio millón de metros cúbicos de ceniza fueron lanzadas a la ciudad. Durante la noche, se evacuaron cinco mil habitantes de la isla, en su mayor parte barcos de pesca, ya que la mayor parte de la flota pesquera estaba en el puerto. 
La invasora corriente de lava amenazaba con destrozar la bahía, que era el principal recurso económico de la ciudad. La erupción duró hasta el 3 de julio del mismo año. Sin embargo, la gente de la ciudad constantemente rociaba la lava con agua del mar fría, haciendo que parte de ella se solidificara y mucha se apartara, de esta manera consiguieron salvar la bahía de la destrucción. 
Durante la erupción, la mitad de la ciudad quedó aplastada y la isla creció bastante. Heimaey tenía alrededor de 11,2 km² antes de la erupción, pero la "isla" creció en alrededor de 2,24 km². La isla medía alrededor de 13,44 km² cuando finalmente se detuvo la erupción. 
Sólo un hombre murió en la erupción, un marinero que se asfixió mientras saqueaba una farmacia. Este acontecimiento lo describe John McPhee en su libro The Control of Nature.

## Actualidad
Vestmannaeyjar es la casa de alrededor de 4.500 personas, ocho millones de frailecillos cada verano, y muchos millones de otras aves. La isla está conectada con el resto de Islandia a través de un ferry y el aeropuerto de Islas Vestman.
La mayor parte de los habitantes de la isla vive de la pesca. Cada año hay un gran festival en Heimaey, y a la gente se le permite capturar unos pocos frailecillos ellos mismos, para compartir durante la fiesta o para comerlos en casa.

## En la cultura popular

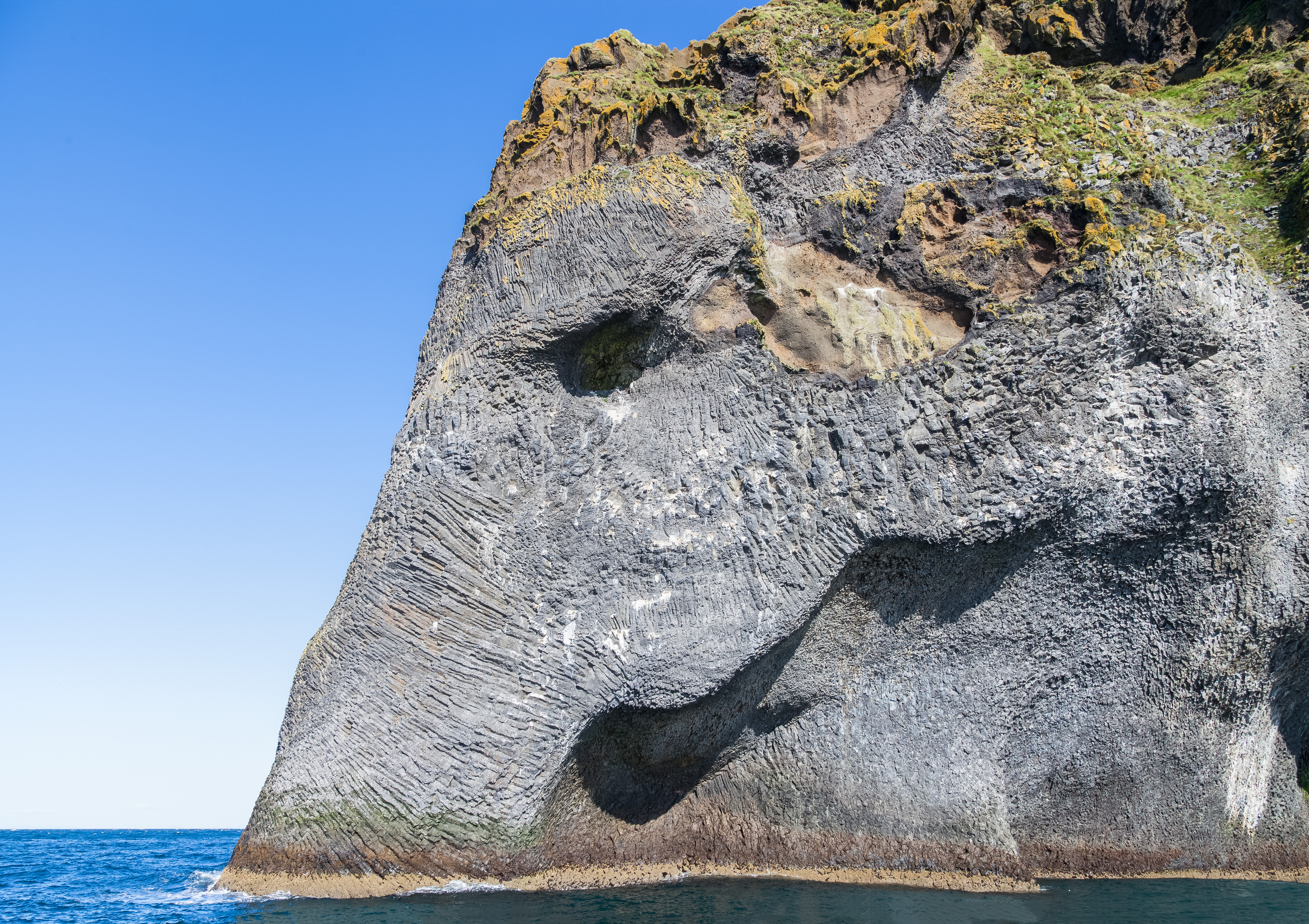
Roca del elefante.

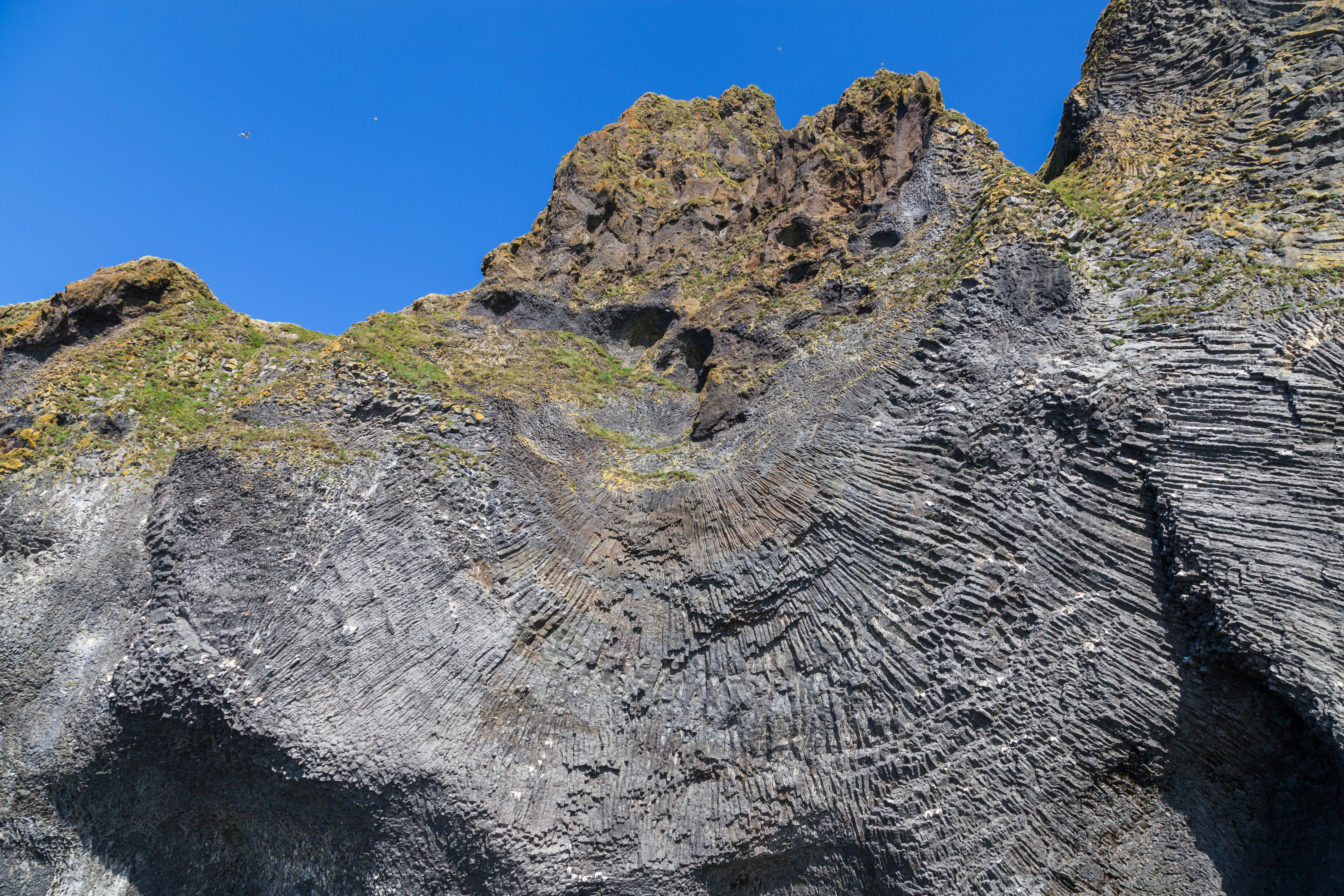
El Órgano, acantilado de Heimaey.

- Algunas de las últimas tomas de Sans soleil, de Chris Marker, son del blanco puro de las casas de Heimaey lentamente enterradas por la ceniza volcánica negro intenso de la erupción. El telón de fondo revela salpicaduras de lava roja conforme el ardiente paisaje cae en un mar de color gris acero.
- Se menciona a Heimaey en la canción "Island" de la banda estadounidense de metal progresivo Mastodon. El verso dice "Lava goddess, Ice and fire, Settling down, Ocean Geysir, Gullfoss, Heimaey 73".

## Galería

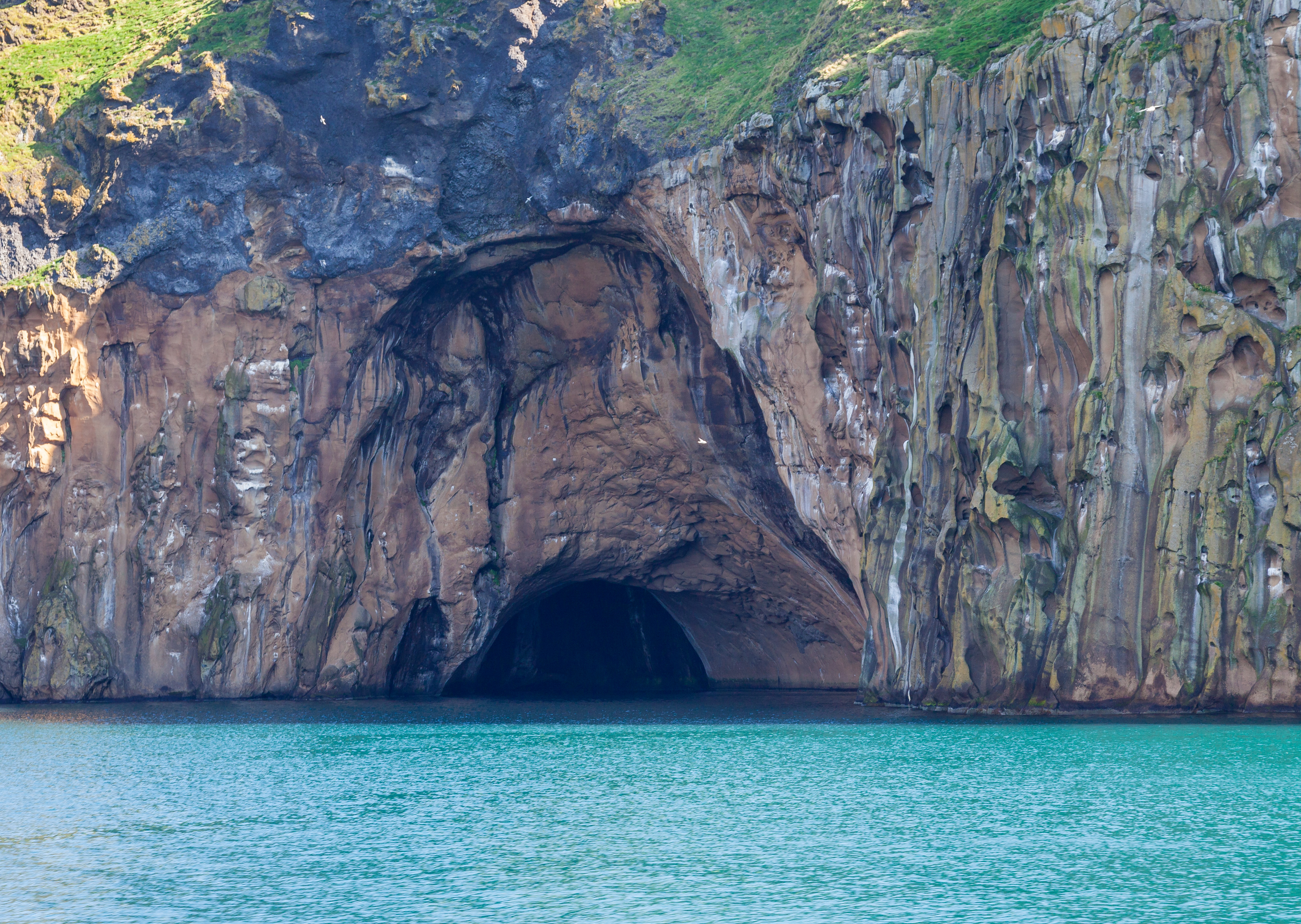
Cueva en los acantilados de Heimaey
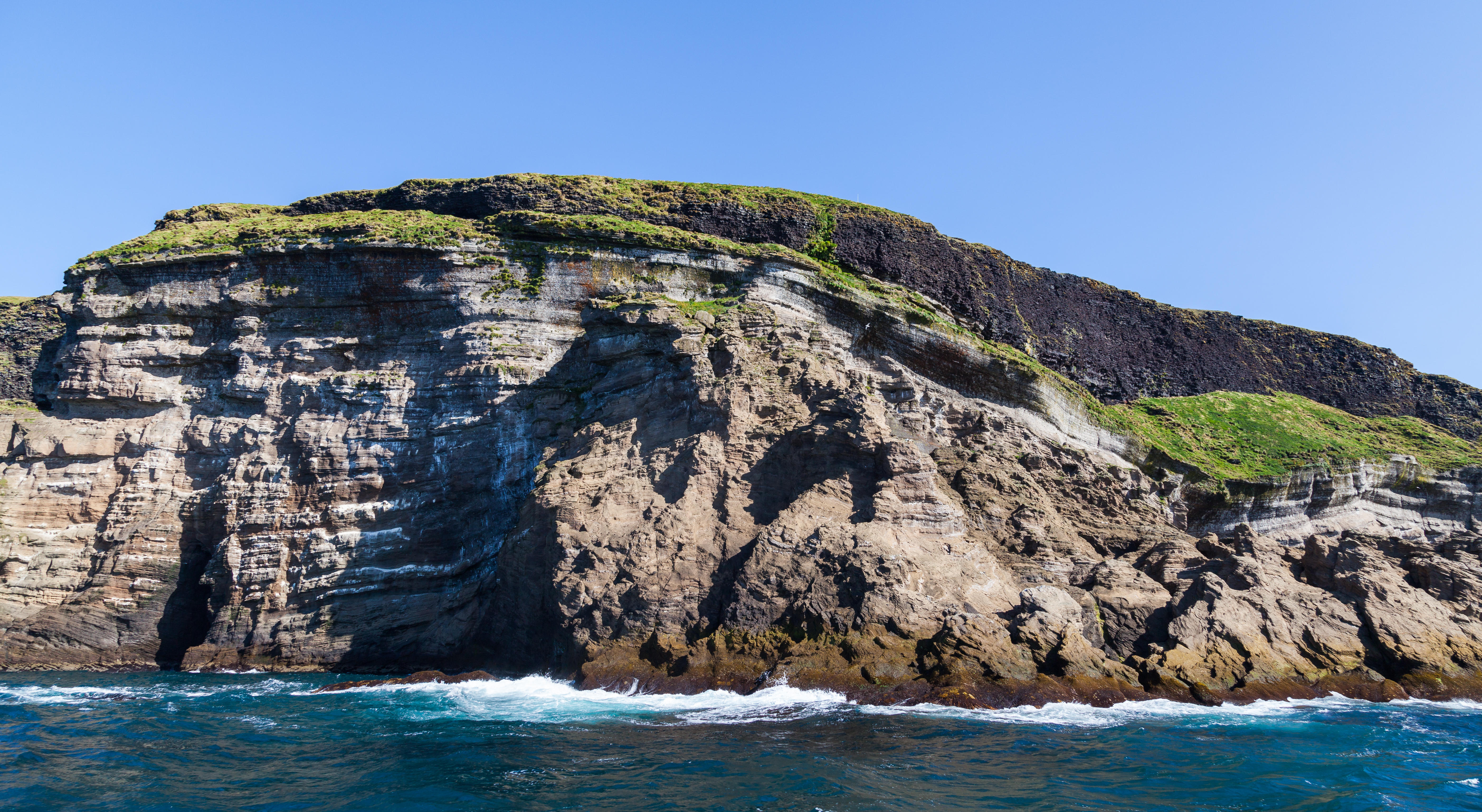
Costa de la isla
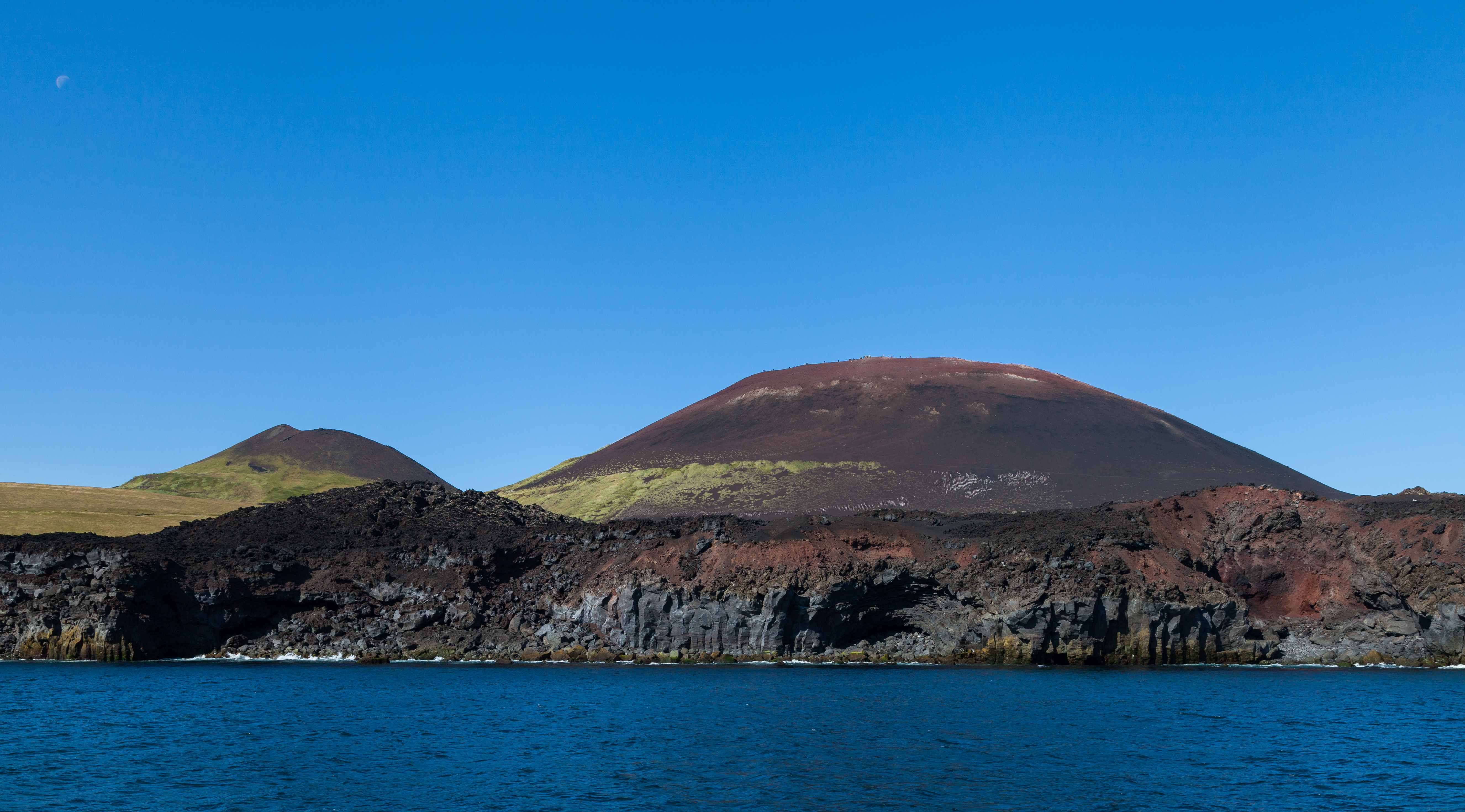
Volcán Eldfell
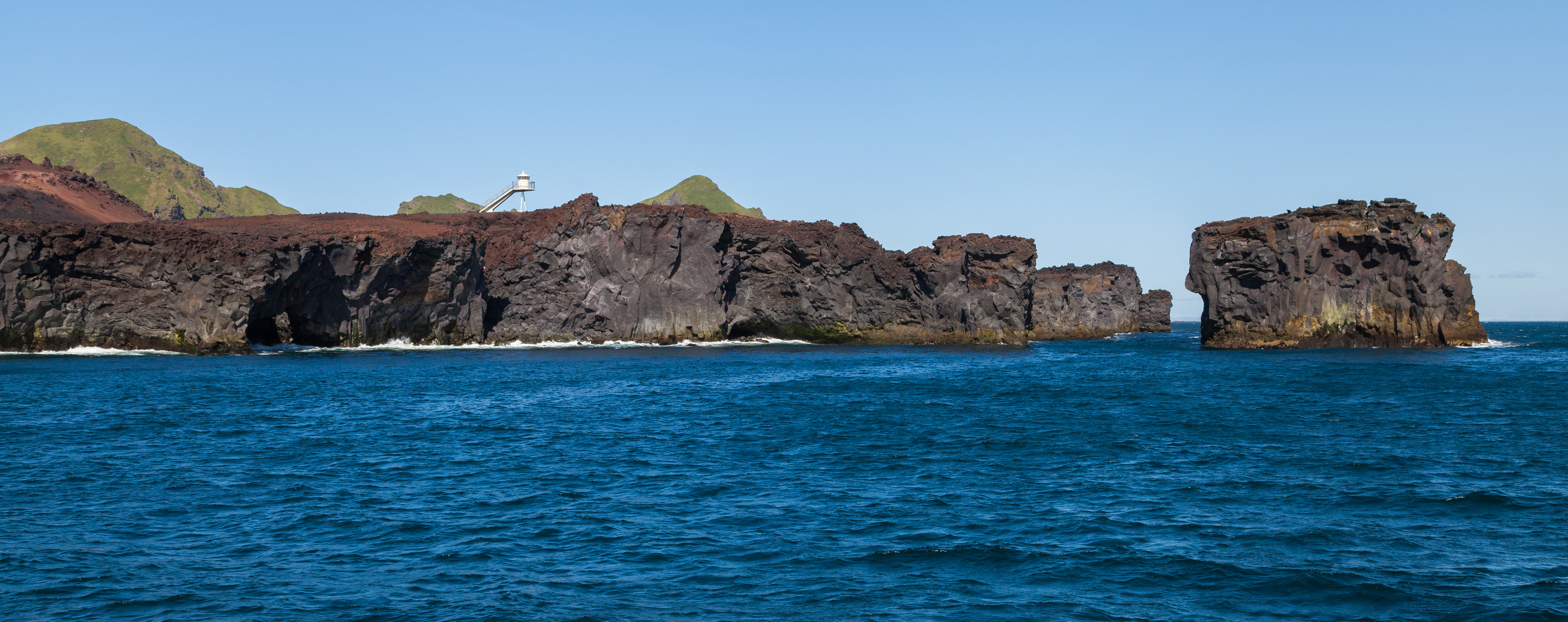
Faro Urða
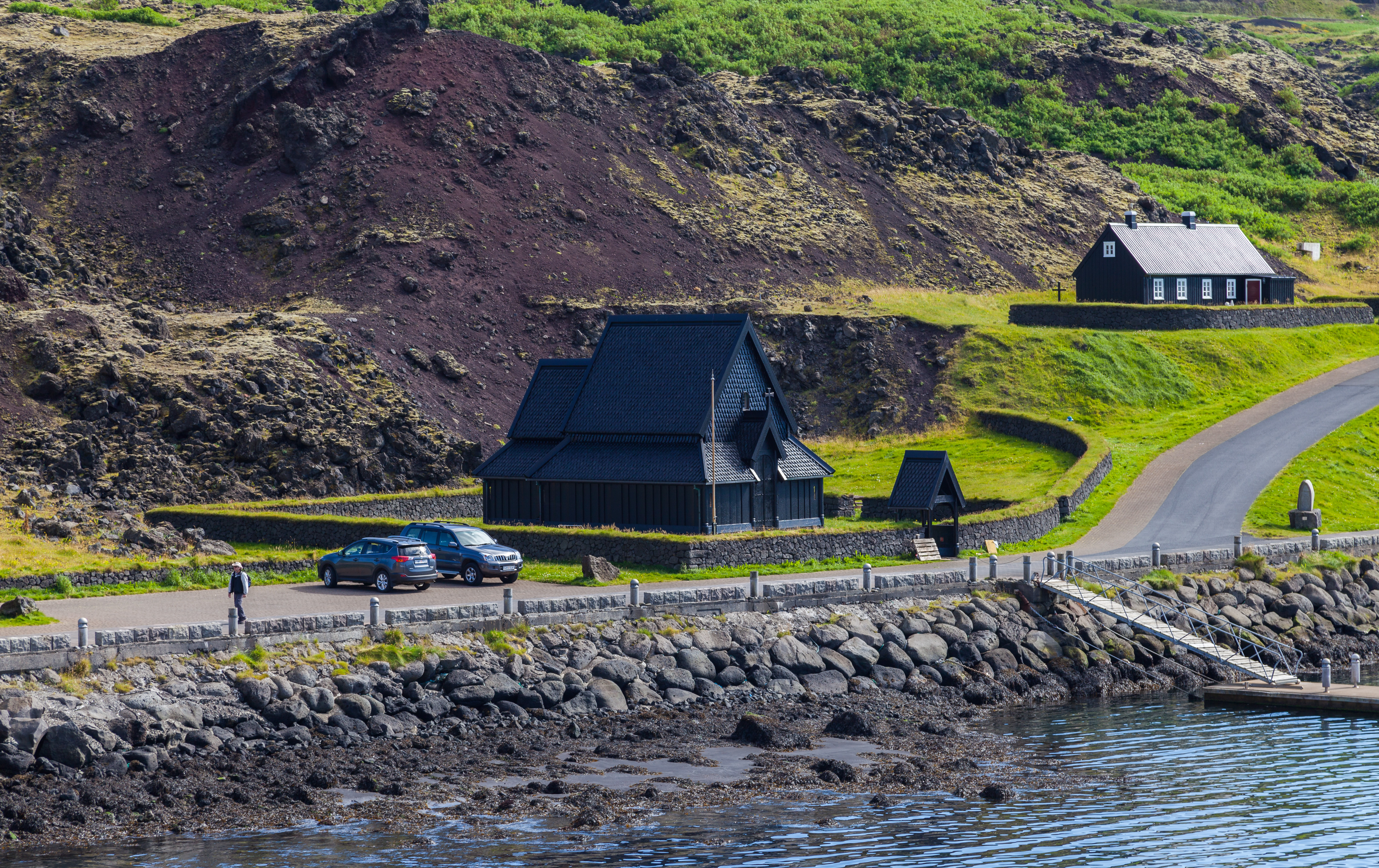
Iglesia de postes de Heimaey
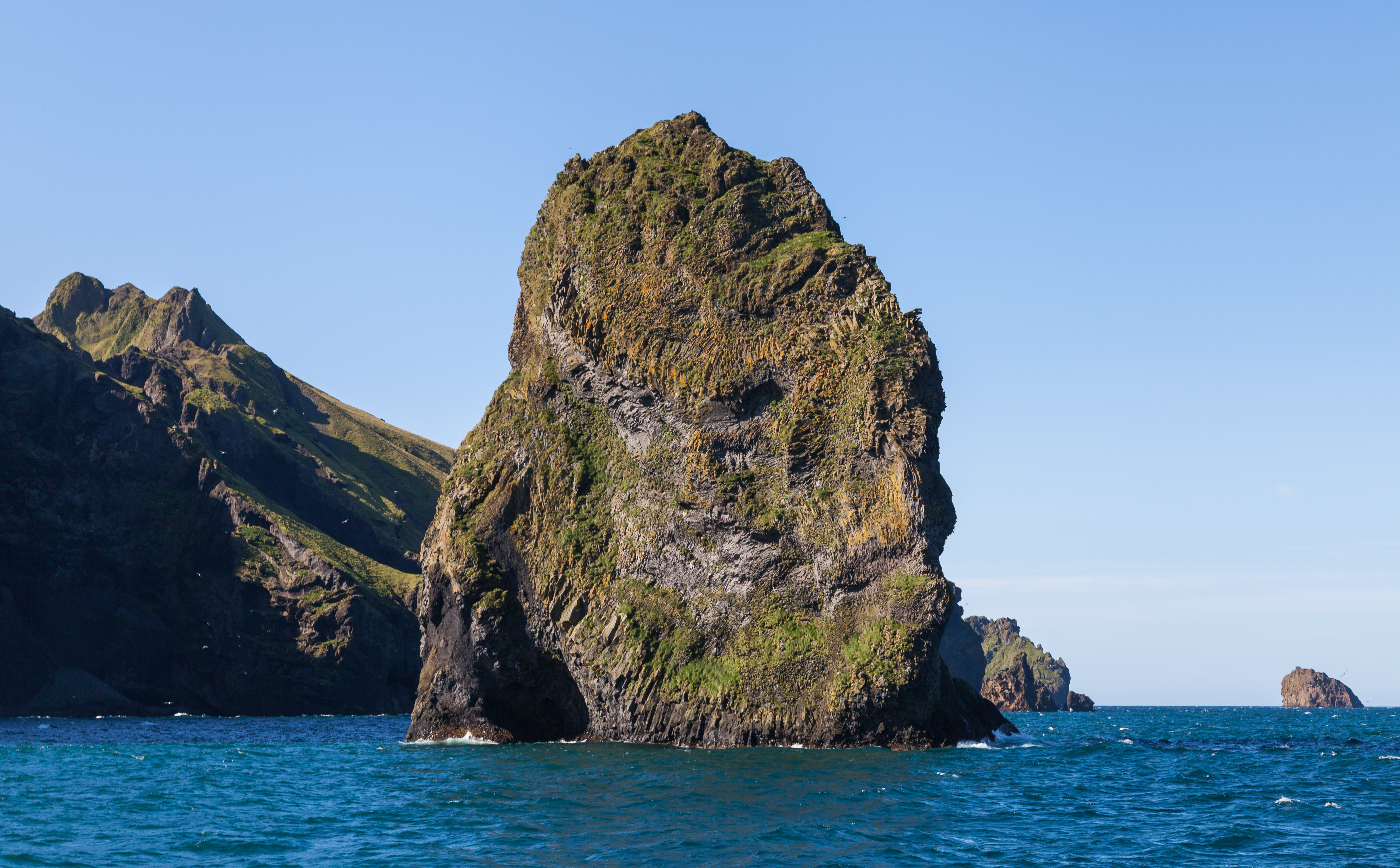
Islotes junto a Heimaey
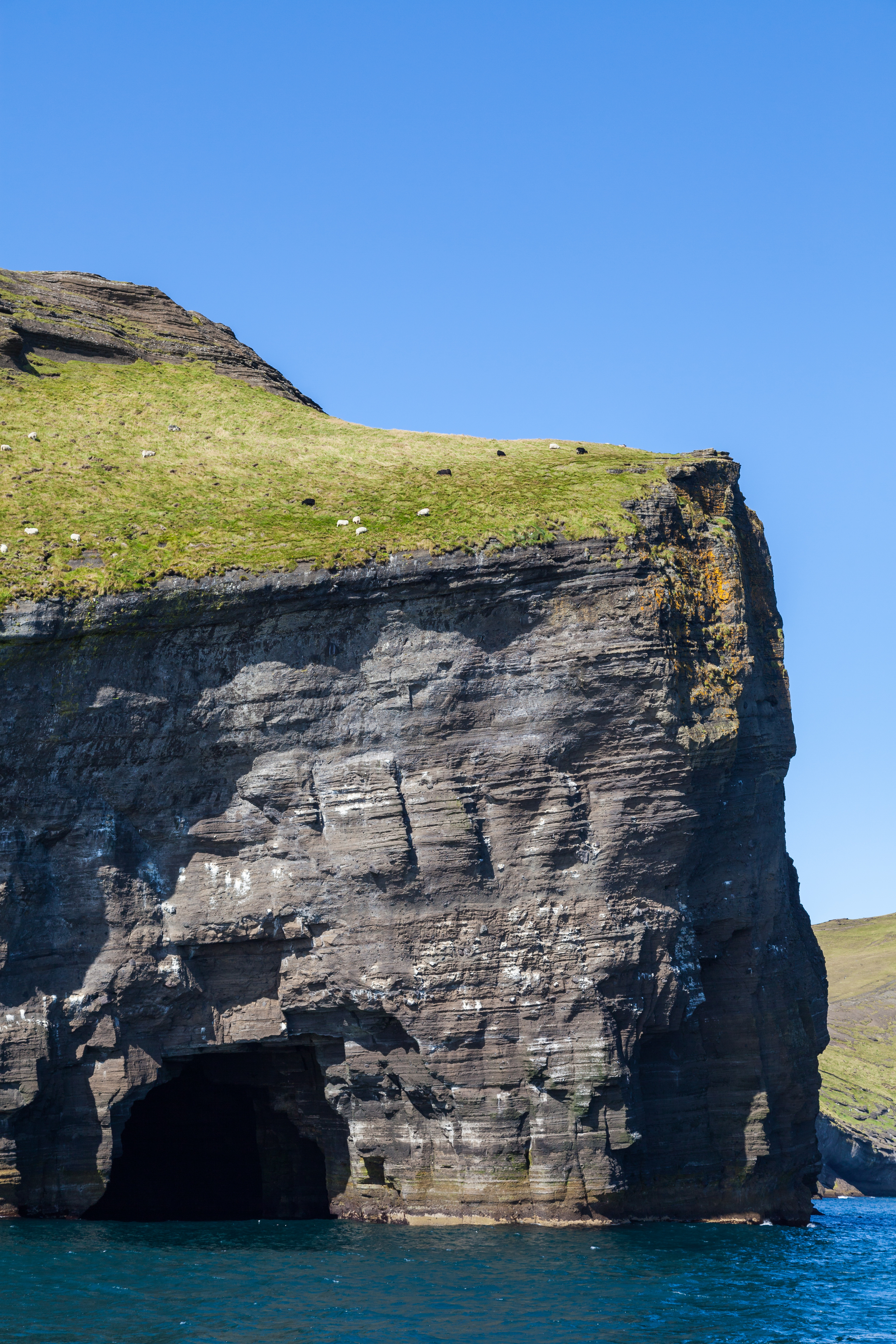
Ovejas pastando sobre el acantilado
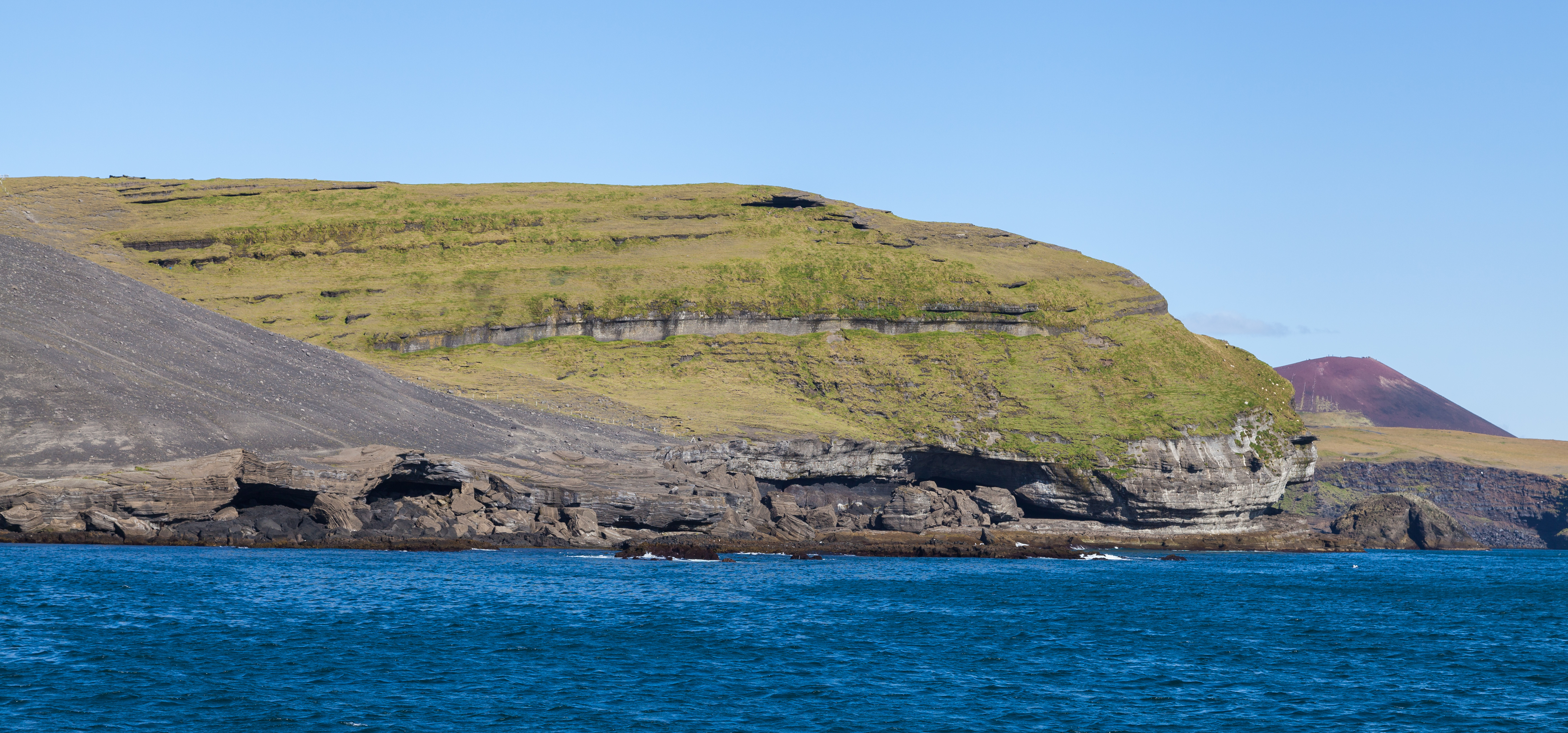
Costa de Heimaey
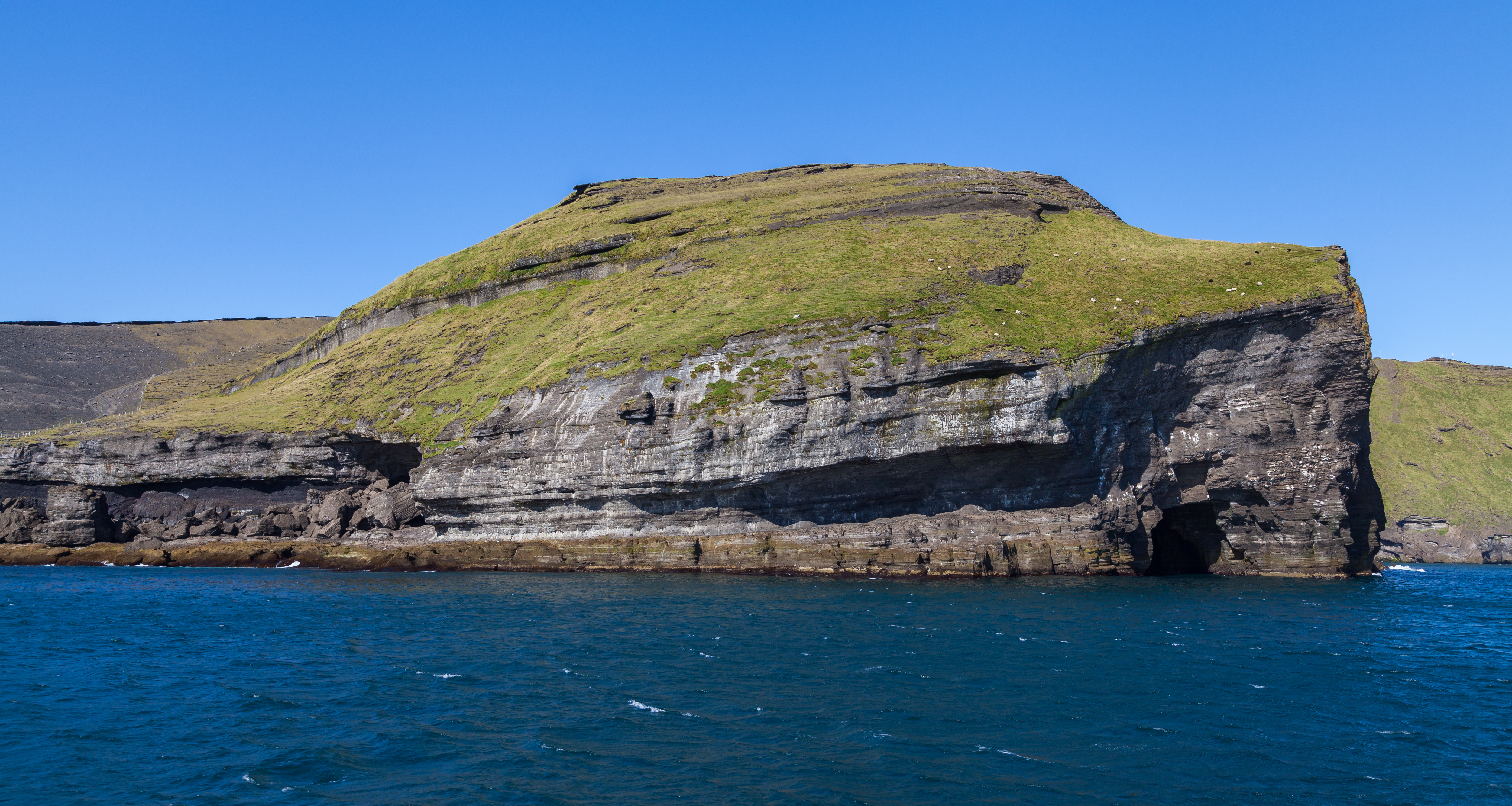
Acantilado